# Удава (приток Псёла)
Уда́ва (укр. Удава) — левый приток реки Псёл, протекающий по Сумскому (Сумская область, Украина), Краснояружскому (Белгородская область, Россия) и Беловскому (Курская область, Россия) районам.

## Происхождение названия
Соболевский А. И. выводит название из древних индоевропейских языков: древнеиндийского — andha и древнебактрийского — anda, что означает «тёмный», «слепой».

## География
Длина — 25 км (12 км по территории России и 13 — Украины). Река течёт в северном направлении, берёт начало в Сумском районе, затем протекает по Краснояружскому и Беловскому районам, после в нижнем течении опять по Сумскому району в северо-западном направлении. Река берёт начало южнее села Проходы (Сумский район). Впадает в реку Псёл непосредственно западнее села Мирополье (Сумский район).
Долина корытообразная, изрезана балками. Русло слабоизвилистое. На реке создано несколько прудов. На протяжении всей длины реки пойма очагами заболочена с тростниковой и луговой растительностью.
Крупных притоков нет.

## Населённые пункты
Населённые пункты на реке от истока к устью: Проходы (Сумский район), Поповка (Краснояружский район), Милаевка (Беловский район), Мирополье (Сумский район).